# Esha Gupta
Esha Gupta (Nuova Delhi, 28 novembre 1985) è un'attrice indiana.

## Biografia
Originaria di Nuova Delhi, ha partecipato a Miss India nel 2007 e a Miss International 2007.
Nel 2010, con altre modelle ha partecipato al calendario Kingfisher.
Nel 2012 ha debuttato nel cinema di Bollywood recitando nel film Jannat 2 al fianco di Emraan Hashmi e Randeep Hooda. Nello stesso anno recita nei film Raaz 3 e Chakravyuh.
Nel 2014 appare nel film Humshakals insieme a Saif Ali Khan, mentre nel 2016 fa parte del cast del film Rustom e nel 2018 del film Paltan.